# NGC 2272
NGC 2272 è una galassia lenticolare situata nella costellazione del Cane Maggiore, a una distanza di circa 109 milioni di anni luce dalla nostra Via Lattea.

## Scoperta
La galassia è stata scoperta il 20 gennaio 1835 dall'astronomo britannico John Herschel.

## Descrizione
NGC 2272 presenta una larga riga a 21 cm dell'idrogeno neutro.

## Supernova
Il 12 aprile 2012, all'interno di NGC 2272 è stata scoperta la supernova SN 2012hn nel corso del programma CRTS (Catalina Real-Time Transient Survey) del Caltech e da Stan Howerton. La supernova è stata classificata di tipo Ic-pec.